# Фуданьский университет
Университе́т Фуда́нь (кит. трад. 復旦大學, упр. 复旦大学, пиньинь Fùdàn Dàxué) — одно из самых престижных и старейших высших учебных заведений в Китае. Расположен в Шанхае. Неизменно входит в топ-100 лучших университетов мира. Является членом лиги C9 и Universitas 21. Состоит из 4 кампусов. Основан в 1905 году в конце правления династии Цин.
В университете ведется изучение и исследование физико-математических, гуманитарных, социальных и медицинских наук.

## История
Университет был основан в 1905 году и носил тогда название Фуданьской публичной школы. В качестве названия нового учебного заведения было выбрано два иероглифа — «фу» (復) и «дань» (旦), в сочетании переводимые как «небо светит день за днем». Первым руководителем школы стал выдающийся китайский философ и педагог начала XX века Ма Сянбо (马相伯). Девиз университета (博学而笃志，切问而近思) дословно переводится как «Учиться усердно и быть верным устремлениям, спрашивать настойчиво и отвечать с рвением» (слова из гл. 16.6 «Цзы Чжан…» конфуцианского памятника «Лунь юй»: [Цзы Ся сказал:] Углублять знания, закалять волю, пытливо расспрашивать, всесторонне обдумывать [- все это основа человеколюбия]. Пер. Л. С. Переломова).

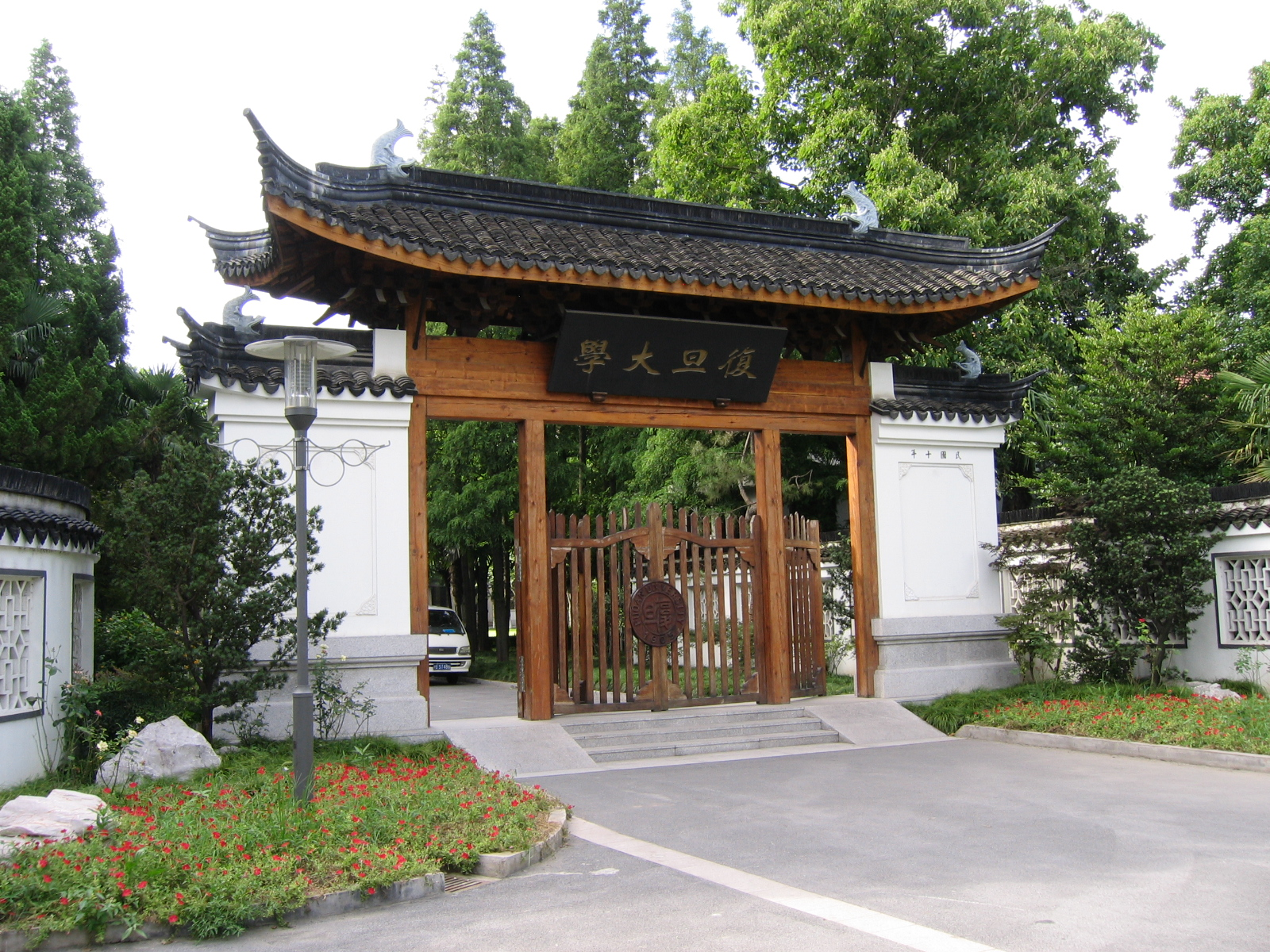
Исторические ворота Университета Фудань

В 1911 году во время Синьхайской революции на территории университета базировалась революционная армия Гуанфу. В 1917 году заведение получило статус частного университета и стало называться Частный университет Фудань (私立復旦大學), где также имелись средняя и подготовительная школы. В 1927 году в университете были основаны факультеты журналистики, права и педагогики, тем самым количество факультетов достигло 17.
В 1937 году университет переезжает в Чунцин. Переезд был связан с перемещением Гоминьдана во внутренние районы страны, где Чунцин стал временной столицей гоминьдановского правительства. В декабре 1941 решением Национального правительства во главе с Гоминьданом, Частный университет Фудань, базировавшийся до сего времени в Чунцине, был преобразован в государственный и получил название Национального университета Фудань (國立復旦大學) с У Наньсюанем (吴南轩) во главе. Пять лет спустя университет переехал обратно в Шанхай.
После образования Китайской Народной Республики в названии университета был убрана приставка «Национальный» и университет получил своё нынешнее наименование. Университет Фудань стал одним из первых университетов в стране, где была внедрена советская модель высшего образования. Структура университета претерпела полную реорганизацию. В состав университета было введено несколько факультетов порядка 10 других учебных заведений востока Китая. Высшее учебное заведение было существенно расширено, его общая площадь увеличилась в 7 раз.
В 1970-х годах университет постепенно отказывался от советской модели образования и внедрял современные (в том числе и западные) методы образования.
В апреле 2000 года произошло слияние университета с Шанхайским медицинским университетом.

## Структура

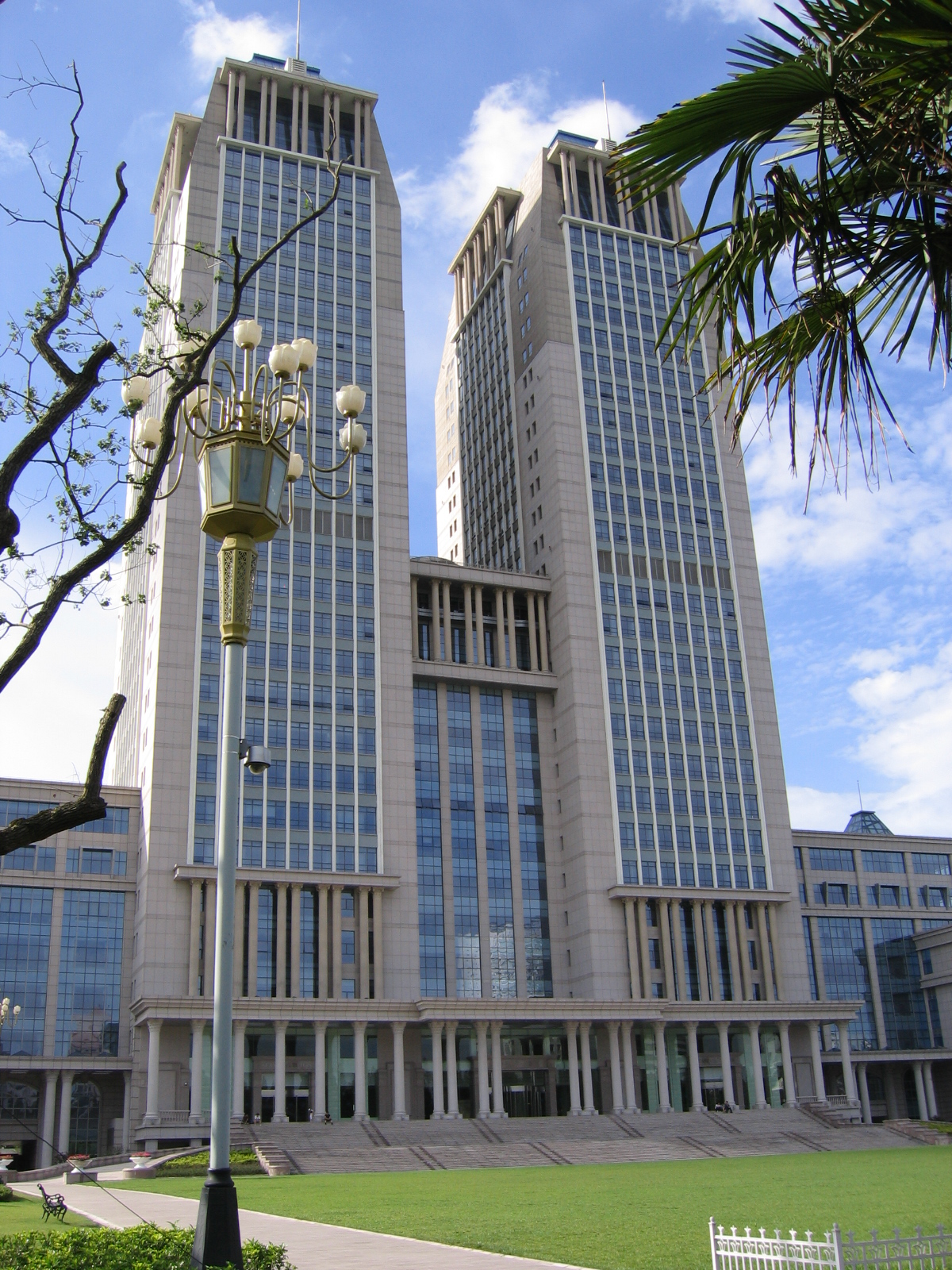
Учебный корпус Гуанхуа

Университет Фудань состоит из 17 институтов и 69 факультетов. Ведётся обучение по 73 бакалаврским специальностям, 156 магистерским и 201 докторантской специальностям. Также в состав университета входят 7 исследовательских центров социальных наук, 9 исследовательских центров фундаментальных наук. Университет реализует около 40 государственных программ Министерства образования КНР. В настоящее время структуры университета в общей сложности охватывают 77 исследовательских институтов, 112 междисциплинарных институтов и 5 научных лабораторий.
Ежегодно в университет поступает более 45 000 студентов и аспирантов, включая студентов, обучающихся по программам дистанционного обучения. Кроме того, в университете обучается порядка 1800 иностранных студентов.

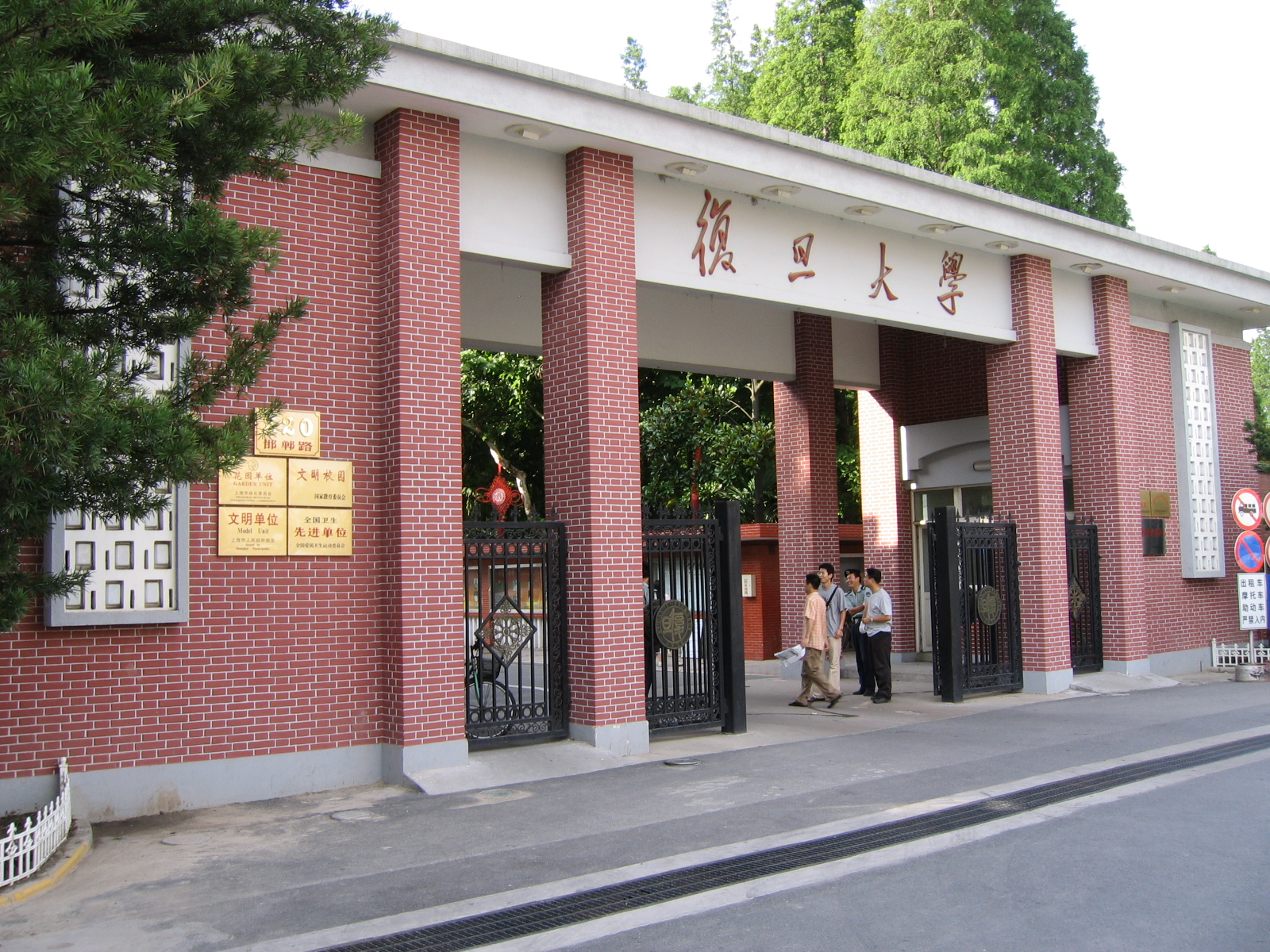
Главные ворота кампуса Ханьдань

Университет имеет высококвалифицированный преподавательский состав, состоящий из более 2400 преподавателей, включая 1350 профессоров и 30 академиков Академии наук Китая и Китайской инженерной академии.
Кроме того, в состав университета входят 10 госпиталей, таких как Чжуншаньский и Хуашаньский госпитали, которые предоставляют медицинские услуги населению и на базе которых ведётся обучение студентов медицинских специальностей университета.
Университет Фудань состоит из 4 кампусов — Ханьдань (邯鄲), Фэнлинь (楓林), Чжанцзян (張江) и Цзянвань (江灣). Все четыре кампуса расположены в центре Шанхая.

## Люди

### Ректоры
- Ма Сянбо (马相伯) — 1905—1906 гг.
- Ян Фу (严复) — 1906—1907 гг.
- Ся Цзингуань (夏敬观) — 1907—1909 гг.
- Гао Фэнцянь (高凤谦) — 1909—1910 гг.
- Ма Сянбо (马相伯) — 1910—1912 гг.
- Ли Дэнхуэй (李登辉) — 1913—1918 гг.
- Тан Луюань (唐路园) — 1918 г.
- Ли Дэнхуэй (李登辉) — 1918—1936 гг.
- Го Жэньюань (郭任远) — 1924—1925 гг.
- Цянь Синьчжи (钱新之) — 1936—1940 гг.
- У Наньсюань (吴南轩) — 1940—1943 гг.
- Чжан И (章益) — 1943—1949 гг.
- Чэнь Вандао (陈望道) — 1949—1977 гг.
- Су Буцин(苏步青) — 1977—1983 гг.
- Се Сидэ (谢希德) — 1983—1988 гг.
- Хуа Чжунъи (华中一) — 1988—1993 гг.
- Ян Фуцзя (杨福家) — 1993—1999 гг.
- Ван Щэнхун (王生洪) — 1999—2009 гг.
- Ян Юйлян (杨玉良) — с 2009 г.

### Известные выпускники
В настоящее время ассоциации выпускников Университета Фудань объединяют многих людей в Китае, США, Японии, Австралии, Канаде, Тайване. Среди выпускников университета много известных в Китае и за рубежом политиков, учёных и бизнесменов.
- Юй Южэнь (于右任), выдающийся китайский политик
- Ли Ланьцин (李岚清), вице-премьер Государственного совета КНР
- Тан Цзясюань (唐家璇), министр иностранных дел КНР
- Чэнь Чжили(陈至立), министр образования КНР
- Ли Юаньчао (李源潮), заместитель Председателя КНР
- Сюй Фанчэнь (徐梵澄), китайский философ, поэт и художник
- У Цзинлянь (吴敬琏), известный экономист
- Ян Фуцзя (杨福家 Yang Fujia), физик, почетный ректор Университета Ноттингем
- Шэнь Чжисюнь (沈志勋), физик, профессор Стенфордского университета
- Чэнь Даюэ (陈大岳), математик, профессор Пекинского университета
- Дэвид Яо, профессор Колумбийского университета
- Чэнь Чжунвэй (陈中伟), известный китайский хирург
- Гуо Гуанчан, основатель компании Fosun, миллиардер
- Ци Лу, руководитель онлайновой службы корпорации «Microsoft»
- Жорж Швицгебель, швейцарский аниматор, проходил стажировку в 1983 году.